# Rocky:The Rebel
Rocky: The Rebel – bollywoodzki dramat miłosny z elementami thrillera z 2006 roku. W rolach głównych Zayed Khan (Jestem przy tobie i Shabd), Isha Sharvani i Minissha Lamba (Yahaan).

## Cast
- Zayed Khan – Rocky
- Isha Sharvani – Neha
- Minissha Lamba – Priya
- Rajat Bedi – Anthony
- Sarathbabu –
- Smita Jaykar –
- Ashwin Kaushal –

## Muzyka i piosenki
Muzykę skomponował Himesh Reshammiya, nominowany za muzykę do filmów: Humraaz (2002), Dla ciebie wszystko (2003), Aksar (2006), Aashiq Banaya Aapne', autor muzyki do takich filmów jak Aitraaz, Dil Maange More, Vaada, Blackmail, Yakeen, Kyon Ki, Shaadi Se Pehle, Cicho sza!, Dil Diya Hai, Namastey London, Ahista Ahista, Shakalaka Boom Boom, Apne, Maine Pyaar Kyun Kiya?, Silsilay, 36 China Town, Banaras – A Mystic Love Story, Fool and Final, Good Boy Bad Boy, Welcome i Karzzzz.
1. Dil Rang Le Sunidhi Chauhan, Vinit
2. Dil Rang Le (Remix) Sunidhi Chauhan, Vinit
3. Junoon Junoon Himesh Reshammiya, Amrita Kak
4. Junoon Junoon (Remix) Himesh Reshammiya, Amrita Kak
5. Laagi Chutte Na Himesh Reshammiya
6. Laagi Chutte Na (Remix) Himesh Reshammiya
7. My Love For You Himesh Reshammiya, Akriti Kakkar
8. My Love For You (Remix) Himesh Reshammiya, Akriti Kakkar
9. Rocky Rock The World Himesh Reshammiya
10. Rocky Rock The World (Remix) Himesh Reshammiya
11. Teri Yaad Bichake Sota Hoon Himesh Reshammiya, Tulsi Kumar
12. Teri Yaad Bichake Sota Hoon (Remix) Himesh Reshammiya, Tulsi Kumar